# Adelognathus britannicus
Adelognathus britannicus là một loài tò vò trong họ Ichneumonidae.